# Улица Шкапина
Улица Шка́пина — улица в Адмиралтейском и Кировском районах Санкт-Петербурга. Проходит от набережной Обводного канала до Балтийской улицы. За ней переходит в улицу Маршала Говорова.

## История
Улица возникла во второй половине XIX века. В 1933 году продлена от улицы Метростроевцев до Балтийской улицы.
Первоначальное название Везенбергская улица дано в 1908 году, по городу Везенбергу (ныне эстонский Раквере), в ряду улиц Нарвской полицейской части, переименованных по городам прибалтийских губерний России.
6 октября 1923 года переименована в улицу Шкапина, в честь Георгия Михайловича Шкапина (1877—1915), рабочего-большевика с Путиловского завода.
Движение по улице одностороннее, в сторону Обводного канала. В обратную сторону движение осуществляется по улице Розенштейна, проходящей почти параллельно.
В 2005—2009 годах по заказу администрации Санкт-Петербурга была снесён целый квартал между улицами Шкапина и Розенштейна (№ 8-12, 10, 12, 16, 18, 20, 22, 24, 26, 28-30, 32). По улице Шкапина были снесены дома под номерами 3 (1909, арх. Н. И. Товстолес), 5 (1909, арх. Н. И. Товстолес), 7 (1913, арх. Г. И. Котенков), 9 (1913, арх. Г. И. Котенков), 11 (1912, арх. Л. В. Котов), 15 (1908, арх. Л. В. Котов), 17 (1914—1915, арх. Г. И. Котенков), 19 (1908, арх. Л. В. Котов), 21, 23, 25 (1910—1911, арх. Г. И. Котенков), 27 (1910—1911, арх. Г. И. Котенков), 29 (1911, арх. Г. И. Котенков), 31 (1914, арх. Н. И. Нагель), 35 (1910, арх. Н. А. Виташевский), 39 (1914, арх. Н. И. Нагель). Власти города называли причиной сноса аварийность зданий и сложную экологическую обстановку в районе — местные органы здравоохранения называли угрожающими показатели заболеваемости среди местного населения, однако реальной целью было освобождение участка под новую коммерческую застройку. Снос вела Ассоциация по сносу зданий. В 2012 году на месте снесённого квартала «Главстрой-СПб» Олега Дерипаски начал строительство жилого комплекса «Панорама 360°» с максимальной высотностью в 63 м. Проект жк был признан экспертами крайне слабым, партия «Яблоко» подала в суд иск с требованием изменения проекта — согласно законам Петербурга, в исторической части города запрещено строительство зданий выше 40 метров. Суд постановил переделать проект, после внесения изменений летом 2011 года началось строительство, жк был сдан в эксплуатацию в 2015 году.

### Г. М. Шкапин
Шкапин, Георгий Михайлович (1877—1915 гг.) — рабочий Путиловского завода, один из первых рабочих журналистов и поэтов, член КПСС с 1899 г., активный деятель революционного движения в Санкт-Петербурге и других городах.
- В статье есть фотография Г. М. Шкапина
- ЦГАКФФД СПб. Фотодокументы. Опись 1Г-21. Ед.хр.18083 Шкапин, Георгий Михайлович (1877—1915 гг.). Г. М. Шкапин, рабочий Путиловского з-да, член КПСС с 1899 г., один из первых рабочих журналистов и поэтов, активный деятель революционного движения в Петербурге и др. городах страны.
- ЦГАКФФД СПб. Фотодокументы. Опись 1А-6. Ед.хр.9742 Портрет Георгия Михайловича Шкапина, революционера, рабочего Путиловского завода (фас и профиль.)
- ЦГАИПД СПб. Фонд Р-4000. Опись 5—2. Дело 4772 Шкапин Георгий Михайлович
- ЦГАИПД СПб. Фонд Р-4000. Опись 3. Дело 40 Рукописи раздела «Георгий Шкапин» 6-й главы (1912—1914 годы) книги М. Мительман, Б. Глебова, А. Ульянского «История Путиловского завода» за 1789—1917 годы. (три варианта — машинописные экз.)
- Книга История Путиловского завода
  - Книга История Путиловского завода
- фотография Г. М. Шкапина

## Достопримечательности
- № 6 — Межрайонная централизованная библиотечная система им. М. Ю. Лермонтова, библиотека-филиал № 1 им. К. А. Тимирязева.
- № 10 — Балтийские бани.
- № 36—38-40 — доходный дом архитектора Ивана Бредаля, построенный в 1914-м году по собственному проекту[7].
- № 42 — доходный дом Егорова, построен в 1912 году по проекту гражданского инженера Симы Исааковича Минаша[8]. В октябре 2021 года была закончена комплексная реставрация здания[9].
- № 43/45 — «Балтийский хладокомбинат». Производственные корпуса предприятия были построены ещё до революции, комплекс находится в рамках охранной зоны, где запрещён снос зданий. Однако в 2019 году администрация города обнародовала план сноса хладокомбината и проект застройки его территории жилыми домами от компании Glorax. В июле 2021 года начался демонтаж. Активисты и градозащитники призывали не допустить сноса исторического здания[10][11]. После иска ВООПИиК Куйбышевский районный суд на время разбирательства запретил демонтаж[12]. Тем не менее, 26 июля 2021 года на участок пригнали тяжёлую технику с логотипом группы компаний «Прайд», начался снос[13]. Активистам удалось остановить работы с помощью полиции, 27-го июля представители Glorax получили официальное предписание Куйбышевского районного суда о приостановке[14].
- № 46—48 — Омнибусный гараж и мастерские Товарищества автомобильно-омнибусного сообщения, построенный в 1908 году по проекту инженера-техника Бориса Иванова и расширенный в 1914-м под руководством инженера Сергея Покровского. В 2022-м здания были разобраны[15].